# Aenasius masii
Aenasius masii är en stekelart som beskrevs av Domenichini 1951. Aenasius masii ingår i släktet Aenasius och familjen sköldlussteklar.
Artens utbredningsområde är Peru. Inga underarter finns listade i Catalogue of Life.